# Liste des médaillés olympiques en patinage de vitesse
Voici la liste des médaillés masculins et féminins des épreuves de patinage de vitesse aux Jeux olympiques d'hiver depuis 1924 jusqu'en 2018.

## Hommes

### 500 mètres
| Édition                                | Or                                      | Argent                                                                | Bronze                                                   |
| Chamonix 1924                          | Charles Jewtraw (USA)                   | Oskar Olsen (NOR)                                                     | Roald Larsen (NOR) Clas Thunberg (FIN)                   |
| Saint-Moritz 1928                      | Bernt Evensen (NOR) Clas Thunberg (FIN) | –                                                                     | John Farrell (USA Jaakko Friman (FIN) Roald Larsen (NOR) |
| Lake Placid 1932                       | Jack Shea (USA)                         | Bernt Evensen (NOR)                                                   | Alexander Hurd (CAN)                                     |
| Garmisch-Partenkirchen 1936            | Ivar Ballangrud (NOR)                   | Georg Krog (NOR)                                                      | Leo Freisinger (USA)                                     |
| Saint-Moritz 1948                      | Finn Helgesen (NOR)                     | Kenneth Barthelomew (USA) Thomas Byberg (NOR) Robert Fitzgerald (USA) | –                                                        |
| Oslo 1952                              | Kenneth Henry (USA)                     | Don McDermott (USA)                                                   | Gordon Audley (CAN) Arne Johansen (NOR)                  |
| Cortina d'Ampezzo 1956                 | Evgueni Grichine (URS)                  | Rafael Grach (URS)                                                    | Alv Gjestvang (NOR)                                      |
| Squaw Valley 1960                      | Evgueni Grichine (URS)                  | Bill Disney (USA)                                                     | Rafael Grach (URS)                                       |
| Innsbruck 1964                         | Richard McDermott (USA)                 | Alv Gjestvang (NOR) Evgueni Grichine (URS) Vladimir Orlov (URS)       | –                                                        |
| Grenoble 1968                          | Erhard Keller (RFA)                     | Richard McDermott (USA) Magne Thomassen (NOR)                         | –                                                        |
| Sapporo 1972                           | Erhard Keller (RFA)                     | Hasse Börjes (SWE)                                                    | Valery Muratov (URS)                                     |
| Innsbruck 1976                         | Evgeni Koulikov (URS)                   | Valery Muratov (URS)                                                  | Dan Immerfall (USA)                                      |
| Lake Placid 1980                       | Eric Heiden (USA)                       | Evgeni Koulikov (URS)                                                 | Lieuwe de Boer (NED)                                     |
| Sarajevo 1984                          | Sergej Fokitsjev (URS)                  | Yoshihiro Kitazawa (JPN)                                              | Gaétan Boucher (CAN)                                     |
| Calgary 1988                           | Uwe-Jens Mey (RDA)                      | Jan Ykema (NED)                                                       | Akira Kuroiwa (JPN)                                      |
| Albertville 1992                       | Uwe-Jens Mey (GER)                      | Toshiyuki Kuroiwa (JPN)                                               | Junichi Inoue (JPN)                                      |
| Lillehammer 1994                       | Aleksandr Golubev (RUS)                 | Sergey Klevchenya (RUS)                                               | Manabu Horii (JPN)                                       |
| Nagano 1998                            | Hiroyasu Shimizu (JPN)                  | Jeremy Wotherspoon (CAN)                                              | Kevin Overland (CAN)                                     |
| Salt Lake City 2002                    | Casey FitzRandolph (USA)                | Hiroyasu Shimizu (JPN)                                                | Kip Carpenter (USA)                                      |
| Turin 2006                             | Joey Cheek (USA)                        | Dmitri Dorofeyev (RUS)                                                | Lee Kang-Seok (KOR)                                      |
| Vancouver 2010                         | Mo Tae-Bum (KOR)                        | Keiichiro Nagashima (JPN)                                             | Joji Kato (JPN)                                          |
| Sotchi 2014 (Résultats détaillés)      | Michel Mulder (NED)                     | Jan Smeekens (NED)                                                    | Ronald Mulder (NED)                                      |
| Pyeongchang 2018 (Résultats détaillés) | Håvard Holmefjord Lorentzen (NOR)       | Cha Min-kyu (KOR)                                                     | Gao Tingyu (CHN)                                         |
| Pékin 2022 (Résultats détaillés)       | Gao Tingyu (CHN)                        | Cha Min-kyu (KOR)                                                     | Wataru Morishige (JPN)                                   |

### 1 000 mètres
| Édition                                | Or                     | Argent                            | Bronze                                     |
| Innsbruck 1976                         | Peter Mueller (USA)    | Jørn Didriksen (NOR)              | Valery Muratov (URS)                       |
| Lake Placid 1980                       | Eric Heiden (USA)      | Gaétan Boucher (CAN)              | Vladimir Lobanov (URS) Frode Rønning (NOR) |
| Sarajevo 1984                          | Gaétan Boucher (CAN)   | Sergey Khlebnikov (URS)           | Oleg Bozhyev (URS)                         |
| Calgary 1988                           | Nikolay Gulyayev (URS) | Uwe-Jens Mey (RDA)                | Igor Zhelezovski (URS)                     |
| Albertville 1992                       | Olaf Zinke (GER)       | Kim Yoon-man (KOR)                | Yukinori Miyabe (JPN)                      |
| Lillehammer 1994                       | Dan Jansen (USA)       | Igor Zhelezovski (BLR)            | Sergey Klevchenya (RUS)                    |
| Nagano 1998                            | Ids Postma (NED)       | Jan Bos (NED)                     | Hiroyasu Shimizu (JPN)                     |
| Salt Lake City 2002                    | Gerard van Velde (NED) | Jan Bos (NED)                     | Joey Cheek (USA)                           |
| Turin 2006                             | Shani Davis (USA)      | Joey Cheek (USA)                  | Erben Wennemars (NED)                      |
| Vancouver 2010                         | Shani Davis (USA)      | Mo Tae-bum (KOR)                  | Chad Hedrick (USA)                         |
| Sotchi 2014 (Résultats détaillés)      | Stefan Groothuis (NED) | Denny Morrison (CAN)              | Michel Mulder (NED)                        |
| Pyeongchang 2018 (Résultats détaillés) | Kjeld Nuis (NED)       | Håvard Holmefjord Lorentzen (NOR) | Kim Tae-yun (KOR)                          |
| Pékin 2022 (Résultats détaillés)       | Thomas Krol (NED)      | Laurent Dubreuil (CAN)            | Håvard Holmefjord Lorentzen (NOR)          |

### 1 500 mètres
| Édition                                | Or                                          | Argent                              | Bronze                   |
| Chamonix 1924                          | Clas Thunberg (FIN)                         | Roald Larsen (NOR)                  | Sigurd Moen (NOR)        |
| Saint-Moritz 1928                      | Clas Thunberg (FIN)                         | Bernt Evensen (NOR)                 | Ivar Ballangrud (NOR)    |
| Lake Placid 1932                       | Jack Shea (USA)                             | Alexander Hurd (CAN)                | William Logan (CAN)      |
| Garmisch-Partenkirchen 1936            | Charles Mathiesen (NOR)                     | Ivar Ballangrud (NOR)               | Birger Wasenius (FIN)    |
| Saint-Moritz 1948                      | Sverre Farstad (NOR)                        | Åke Seyffarth (SWE)                 | Odd Lundberg (NOR)       |
| Oslo 1952                              | Hjalmar Andersen (NOR)                      | Wim van der Voort (NED)             | Roald Aas (NOR)          |
| Cortina d'Ampezzo 1956                 | Evgueni Grichine (URS) Yuri Mikhaylov (URS) | –                                   | Toivo Salonen (FIN)      |
| Squaw Valley 1960                      | Roald Aas (NOR) Evgueni Grichine (URS)      | –                                   | Boris Stenin (URS)       |
| Innsbruck 1964                         | Ants Antson (URS)                           | Kees Verkerk (NED)                  | Villy Haugen (NOR)       |
| Grenoble 1968                          | Cornelis Verkerk (NED)                      | Ivar Eriksen (NOR) Ard Schenk (NED) | –                        |
| Sapporo 1972                           | Ard Schenk (NED)                            | Roar Grönvold (NOR)                 | Göran Clässon (SWE)      |
| Innsbruck 1976                         | Jan Egil Storholt (NOR)                     | Iouri Kondakov (URS)                | Hans van Helden (NED)    |
| Lake Placid 1980                       | Eric Heiden (USA)                           | Kay Arne Stenshjemmet (NOR)         | Terje Andersen (NOR)     |
| Sarajevo 1984                          | Gaétan Boucher (CAN)                        | Sergey Khlebnikov (URS)             | Oleg Bozhyev (URS)       |
| Calgary 1988                           | André Hoffmann (RDA)                        | Eric Flaim (USA)                    | Michael Hadschieff (AUT) |
| Albertville 1992                       | Johann Olav Koss (NOR)                      | Ådne Søndrål (NOR)                  | Leo Visser (NED)         |
| Lillehammer 1994                       | Johann Olav Koss (NOR)                      | Rintje Ritsma (NED)                 | Falko Zandstra (NED)     |
| Nagano 1998                            | Ådne Søndrål (NOR)                          | Ids Postma (NED)                    | Rintje Ritsma (NED)      |
| Salt Lake City 2002                    | Derek Parra (USA)                           | Jochem Uytdehaage (NED)             | Ådne Søndrål (NOR)       |
| Turin 2006                             | Enrico Fabris (ITA)                         | Shani Davis (USA)                   | Chad Hedrick (USA)       |
| Vancouver 2010                         | Mark Tuitert (NED)                          | Shani Davis (USA)                   | Havard Bokko (NOR)       |
| Sotchi 2014 (Résultats détaillés)      | Zbigniew Bródka (POL)                       | Koen Verweij (NED)                  | Denny Morrison (CAN)     |
| Pyeongchang 2018 (Résultats détaillés) | Kjeld Nuis (NED)                            | Patrick Roest (NED)                 | Kim Min-seok (KOR)       |
| Pékin 2022 (Résultats détaillés)       | Kjeld Nuis (NED)                            | Thomas Krol (NED)                   | Kim Min-seok (KOR)       |

### 5 000 mètres
| Édition                                | Or                      | Argent                      | Bronze                      |
| Chamonix 1924                          | Clas Thunberg (FIN)     | Julius Skutnabb (FIN)       | Roald Larsen (NOR)          |
| Saint-Moritz 1928                      | Ivar Ballangrud (NOR)   | Julius Skutnabb (FIN)       | Bernt Evensen (NOR)         |
| Lake Placid 1932                       | Irving Jaffee (USA)     | Edward Murphy (USA)         | William Logan (CAN)         |
| Garmisch-Partenkirchen 1936            | Ivar Ballangrud (NOR)   | Birger Wasenius (FIN)       | Antero Ojala (FIN)          |
| Saint-Moritz 1948                      | Reidar Liaklev (NOR)    | Odd Lundberg (NOR)          | Göthe Hedlund (SWE)         |
| Oslo 1952                              | Hjalmar Andersen (NOR)  | Kees Broekman (NED)         | Sverre Haugli (NOR)         |
| Cortina d'Ampezzo 1956                 | Boris Shilkov (URS)     | Sigvard Ericsson (SWE)      | Oleg Goncharenko (URS)      |
| Squaw Valley 1960                      | Viktor Kosichkin (URS)  | Knut Johannesen (NOR)       | Janis Pesman (NED)          |
| Innsbruck 1964                         | Knut Johannesen (NOR)   | Per Ivar Moe (NOR)          | Fred Anton Maier (NOR)      |
| Grenoble 1968                          | Fred Anton Maier (NED)  | Cornelis Verkerk (NED)      | Petrus Nottet (NED)         |
| Sapporo 1972                           | Ard Schenk (NED)        | Roar Grönvold (NOR)         | Sten Stensen (NOR)          |
| Innsbruck 1976                         | Sten Stensen (NOR)      | Piet Kleine (NED)           | Hans van Helden (NED)       |
| Lake Placid 1980                       | Eric Heiden (USA)       | Kay Arne Stenshjemmet (NOR) | Tom Erik Oxholm (NOR)       |
| Sarajevo 1984                          | Tomas Gustafson (SWE)   | Igor Malkov (URS)           | René Schöfisch (RDA)        |
| Calgary 1988                           | Tomas Gustafson (SWE)   | Leo Visser (NED)            | Gerard Kemkers (NED)        |
| Albertville 1992                       | Geir Karlstad (NOR)     | Falko Zandstra (NED)        | Leo Visser (NED)            |
| Lillehammer 1994                       | Johann Olav Koss (NOR)  | Kjell Storelid (NOR)        | Rintje Ritsma (NED)         |
| Nagano 1998                            | Gianni Romme (NED)      | Rintje Ritsma (NED)         | Bart Veldkamp (BEL)         |
| Salt Lake City 2002                    | Jochem Uytdehaage (NED) | Derek Parra (USA)           | Jens Boden (GER)            |
| Turin 2006                             | Chad Hedrick (USA)      | Sven Kramer (NED)           | Enrico Fabris (ITA)         |
| Vancouver 2010                         | Sven Kramer (NED)       | Lee Seung-hoon (KOR)        | Ivan Skobrev (RUS)          |
| Sotchi 2014 (Résultats détaillés)      | Sven Kramer (NED)       | Jan Blokhuijsen (NED)       | Jorrit Bergsma (NED)        |
| Pyeongchang 2018 (Résultats détaillés) | Sven Kramer (NED)       | Ted-Jan Bloemen (CAN)       | Sverre Lunde Pedersen (NOR) |
| Pékin 2022 (Résultats détaillés)       | Nils van der Poel (SWE) | Patrick Roest (NED)         | Hallgeir Engebråten (NOR)   |

### 10 000 mètres
| Édition                                | Or                      | Argent                   | Bronze                  |
| Chamonix 1924                          | Julius Skutnabb (FIN)   | Clas Thunberg (FIN)      | Roald Larsen (NOR)      |
| Saint-Moritz 1928                      | Non disputé             | Non disputé              | Non disputé             |
| Lake Placid 1932                       | Irving Jaffee (USA)     | Ivar Ballangrud (NOR)    | Frank Stack (CAN)       |
| Garmisch-Partenkirchen 1936            | Ivar Ballangrud (NOR)   | Birger Wasenius (FIN)    | Max Stiepl (AUT)        |
| Saint-Moritz 1948                      | Åke Seyffarth (SWE)     | Lauri Parkkinen (FIN)    | Pentti Lammio (FIN)     |
| Oslo 1952                              | Hjalmar Andersen (NOR)  | Kees Broekman (NED)      | Carl-Erik Asplund (SWE) |
| Cortina d'Ampezzo 1956                 | Sigvard Ericsson (SWE)  | Knut Johannesen (NOR)    | Oleg Goncharenko (URS)  |
| Squaw Valley 1960                      | Knut Johannesen (NOR)   | Viktor Kosichkin (URS)   | Kjell Bäckman (SWE)     |
| Innsbruck 1964                         | Johnny Nilsson (SWE)    | Fred Anton Maier (NOR)   | Knut Johannesen (NOR)   |
| Grenoble 1968                          | Johnny Höglin (SWE)     | Fred Anton Maier (NOR)   | Örjan Sandler (SWE)     |
| Sapporo 1972                           | Ard Schenk (NED)        | Cornelis Verkerk (NED)   | Sten Stensen (NOR)      |
| Innsbruck 1976                         | Piet Kleine (NED)       | Sten Stensen (NOR)       | Hans van Helden (NED)   |
| Lake Placid 1980                       | Eric Heiden (USA)       | Piet Kleine (NED)        | Tom Erik Oxholm (NOR)   |
| Sarajevo 1984                          | Igor Malkov (URS)       | Tomas Gustafson (SWE)    | René Schöfisch (RDA)    |
| Calgary 1988                           | Tomas Gustafson (SWE)   | Michael Hadschieff (AUT) | Leo Visser (NED)        |
| Albertville 1992                       | Bart Veldkamp (NED)     | Johann Olav Koss (NOR)   | Geir Karlstad (NOR)     |
| Lillehammer 1994                       | Johann Olav Koss (NOR)  | Kjell Storelid (NOR)     | Bart Veldkamp (NED)     |
| Nagano 1998                            | Gianni Romme (NED)      | Bob de Jong (NED)        | Rintje Ritsma (NED)     |
| Salt Lake City 2002                    | Jochem Uytdehaage (NED) | Gianni Romme (NED)       | Lasse Sætre (NOR)       |
| Turin 2006                             | Bob de Jong (NED)       | Chad Hedrick (USA)       | Carl Verheijen (NED)    |
| Vancouver 2010                         | Lee Seung-hoon (KOR)    | Ivan Skobrev (RUS)       | Bob de Jong (NED)       |
| Sotchi 2014 (Résultats détaillés)      | Jorrit Bergsma (NED)    | Sven Kramer (NED)        | Bob de Jong (NED)       |
| Pyeongchang 2018 (Résultats détaillés) | Ted-Jan Bloemen (CAN)   | Jorrit Bergsma (NED)     | Nicola Tumolero (ITA)   |
| Pékin 2022 (Résultats détaillés)       | Nils van der Poel (SWE) | Patrick Roest (NED)      | Davide Ghiotto (ITA)    |

### Mass start
| Édition                                | Or                   | Argent              | Bronze               |
| Pyeongchang 2018 (Résultats détaillés) | Lee Seung-hoon (KOR) | Bart Swings (BEL)   | Koen Verweij (NED)   |
| Pékin 2022 (Résultats détaillés)       | Bart Swings (BEL)    | Chung Jae-won (KOR) | Lee Seung-hoon (KOR) |

### Poursuite par équipes
| Édition                                | Or                                                                               | Argent                                                                        | Bronze |
| Turin 2006                             | Italie Matteo Anesi Stefano Donagrandi Enrico Fabris Ippolito Sanfratello        | Canada Arne Dankers Steven Elm Denny Morrison Jason Parker Justin Warsylewicz | Pays-Bas Sven Kramer Rintje Ritsma Mark Tuitert Carl Verheijen Erben Wennemars                                                           |
| Vancouver 2010                         | Canada Mathieu Giroux Lucas Makowsky Denny Morrison                              | États-Unis Brian Hansen Chad Hedrick Jonathan Kuck Trevor Marsicano           | Pays-Bas Jan Blokhuijsen Sven Kramer Simon Kuipers Mark Tuitert                                                                          |
| Sotchi 2014 (Résultats détaillés)      | Pays-Bas Jorrit Bergsma Jan Blokhuijsen Sven Kramer Koen Verweij                 | Corée du Sud Joo Hyong-jun Kim Cheol-min Lee Seung-hoon Mo Tae-bum            | Pologne Zbigniew Bródka Sebastian Druszkiewicz Konrad Niedźwiedzki Jan Szymański                                                         |
| Pyeongchang 2018 (Résultats détaillés) | Norvège Håvard Bøkko Sindre Henriksen Sverre Lunde Pedersen Simen Spieler Nilsen | Corée du Sud Chung Jae-won Joo Hyong-jun Kim Min-seok Lee Seung-hoon          | Pays-Bas Jan Blokhuijsen Sven Kramer Patrick Roest Koen Verweij Zbigniew Bródka Sebastian Druszkiewicz Konrad Niedźwiedzki Jan Szymański |
| Pékin 2022 (Résultats détaillés)       | Norvège Hallgeir Engebråten Peder Kongshaug Sverre Lunde Pedersen                | ROC Daniil Aldoshkin Sergey Trofimov Rouslan Zakharov                         | États-Unis Ethan Cepuran Casey Dawson Emery Lehman Joey Mantia                                                                           |

## Femmes

### 500 mètres
| Édition                                | Or                        | Argent                                | Bronze                     |
| Squaw Valley 1960                      | Helga Haase (EUA)         | Natalya Donchenko (URS)               | Jeanne Ashworth (USA)      |
| Innsbruck 1964                         | Lidia Skoblikova (URS)    | Irina Yegorova (URS)                  | Tatyana Sidorova (URS)     |
| Grenoble 1968                          | Lyudmila Titova (URS)     | Jennifer Fish (USA) Mary Meyers (USA) | –                          |
| Sapporo 1972                           | Anne Henning (USA)        | Vera Krasnova (URS)                   | Lyudmila Titova (URS)      |
| Innsbruck 1976                         | Sheila Young (USA)        | Cathy Priestner (CAN)                 | Tatyana Averina (URS)      |
| Lake Placid 1980                       | Karin Kania (RDA)         | Leah Poulos (USA)                     | Natalya Petrusyova (URS)   |
| Sarajevo 1984                          | Christa Luding (RDA)      | Karin Kania (RDA)                     | Natalya Shive (URS)        |
| Calgary 1988                           | Bonnie Blair (USA)        | Christa Luding (RDA)                  | Karin Kania (RDA)          |
| Albertville 1992                       | Bonnie Blair (USA)        | Ye Qiaobo (CHN)                       | Christa Rothenburger (GER) |
| Lillehammer 1994                       | Bonnie Blair (USA)        | Susan Auch (CAN)                      | Franziska Schenk (GER)     |
| Nagano 1998                            | Catriona LeMay Doan (CAN) | Susan Auch (CAN)                      | Tomomi Okazaki (JPN)       |
| Salt Lake City 2002                    | Catriona LeMay Doan (CAN) | Monique Enfeldt-Garbrecht (GER)       | Sabine Völker (GER)        |
| Turin 2006                             | Svetlana Zhurova (RUS)    | Manli Wang (CHN)                      | Hui Ren (CHN)              |
| Vancouver 2010                         | Lee Sang-hwa (KOR)        | Jenny Wolf (GER)                      | Wang Beixing (CHN)         |
| Sotchi 2014 (Résultats détaillés)      | Lee Sang-hwa (KOR)        | Olga Fatkulina (RUS)                  | Margot Boer (NED)          |
| Pyeongchang 2018 (Résultats détaillés) | Nao Kodaira (KOR)         | Lee Sang-hwa (JPN)                    | Karolína Erbanová (CZE)    |
| Pékin 2022 (Résultats détaillés)       | Erin Jackson (USA)        | Miho Takagi (JPN)                     | Angelina Golikova (ROC)    |

### 1 000 mètres
| Édition                                | Or                           | Argent                  | Bronze                          |
| Squaw Valley 1960                      | Klara Guseva (URS)           | Helga Haase (EUA)       | Tamara Rylova (URS)             |
| Innsbruck 1964                         | Lidia Skoblikova (URS)       | Irina Yegorova (URS)    | Kaija Mustonen (FIN)            |
| Grenoble 1968                          | Carolina Geijssen (NED)      | Lyudmila Titova (URS)   | Dianne Holum (USA)              |
| Sapporo 1972                           | Monika Holzner-Gawenus (RFA) | Atje Deelstra (NED)     | Anne Henning (USA)              |
| Innsbruck 1976                         | Tatyana Averina (URS)        | Leah Poulos (USA)       | Sheila Young (USA)              |
| Lake Placid 1980                       | Natalya Petrusyova (URS)     | Leah Poulos (USA)       | Silvia Albrecht (RDA)           |
| Sarajevo 1984                          | Karin Kania (RDA)            | Andrea Ehrig (RDA)      | Natalya Petrusyova (URS)        |
| Calgary 1988                           | Christa Luding (RDA)         | Karin Kania (RDA)       | Bonnie Blair (USA)              |
| Albertville 1992                       | Bonnie Blair (USA)           | Ye Qiaobo (CHN)         | Monique Garbrecht-Enfeldt (GER) |
| Lillehammer 1994                       | Bonnie Blair (USA)           | Anke Baier (GER)        | Ye Qiaobo (CHN)                 |
| Nagano 1998                            | Marianne Timmer (NED)        | Christine Witty (USA)   | Catriona LeMay Doan (CAN)       |
| Salt Lake City 2002                    | Christine Witty (USA)        | Sabine Völker (GER)     | Jennifer Rodriguez (USA)        |
| Turin 2006                             | Marianne Timmer (NED)        | Cindy Klassen (CAN)     | Anni Friesinger (GER)           |
| Vancouver 2010                         | Christine Nesbitt (CAN)      | Annette Gerritsen (NED) | Laurine van Riessen (NED)       |
| Sotchi 2014 (Résultats détaillés)      | Zhang Hong (CHN)             | Ireen Wüst (NED)        | Margot Boer (NED)               |
| Pyeongchang 2018 (Résultats détaillés) | Jorien ter Mors (NED)        | Nao Kodaira (JPN)       | Miho Takagi (JPN)               |
| Pékin 2022 (Résultats détaillés)       | Miho Takagi (JPN)            | Jutta Leerdam (NED)     | Brittany Bowe (USA)             |

### 1 500 mètres
| Édition                                | Or                       | Argent                   | Bronze                   |
| Squaw Valley 1960                      | Lidia Skoblikova (URS)   | Elwira Seroczyńska (POL) | Helena Pilejczyk (POL)   |
| Innsbruck 1964                         | Lidia Skoblikova (URS)   | Kaija Mustonen (FIN)     | Berta Kolokoltseva (URS) |
| Grenoble 1968                          | Kaija Mustonen (FIN)     | Carolina Geijssen (NED)  | Christina Kaiser (NED)   |
| Sapporo 1972                           | Dianne Holum (USA)       | Christina Kaiser (NED)   | Atje Deelstra (NED)      |
| Innsbruck 1976                         | Galina Stepanskaya (URS) | Sheila Young (USA)       | Tatyana Averina (URS)    |
| Lake Placid 1980                       | Annie Borckink (NED)     | Ria Visser (NED)         | Sabine Becker (RDA)      |
| Sarajevo 1984                          | Karin Kania (RDA)        | Andrea Ehrig (RDA)       | Natalya Petrusyova (URS) |
| Calgary 1988                           | Yvonne van Gennip (NED)  | Karin Kania (RDA)        | Andrea Ehrig (RDA)       |
| Albertville 1992                       | Jacqueline Börner (GER)  | Gunda Niemann (GER)      | Seiko Hashimoto (JPN)    |
| Lillehammer 1994                       | Emese Hunyady (AUT)      | Svetlana Fedotkina (RUS) | Gunda Niemann (GER)      |
| Nagano 1998                            | Anni Friesinger (GER)    | Gunda Niemann (GER)      | Christine Witty (USA)    |
| Salt Lake City 2002                    | Anni Friesinger (GER)    | Sabine Völker (GER)      | Jennifer Rodriguez (USA) |
| Turin 2006                             | Cindy Klassen (CAN)      | Kristina Groves (CAN)    | Ireen Wüst (NED)         |
| Vancouver 2010                         | Ireen Wüst (NED)         | Kristina Groves (CAN)    | Martina Sáblíková (CZE)  |
| Sotchi 2014 (Résultats détaillés)      | Jorien ter Mors (NED)    | Ireen Wüst (NED)         | Lotte van Beek (NED)     |
| Pyeongchang 2018 (Résultats détaillés) | Ireen Wüst (NED)         | Miho Takagi (JPN)        | Marrit Leenstra (NED)    |
| Pékin 2022 (Résultats détaillés)       | Ireen Wüst (NED)         | Miho Takagi (JPN)        | Antoinette de Jong (NED) |

### 3 000 mètres
| Édition                                | Or                        | Argent                                    | Bronze                   |
| Squaw Valley 1960                      | Lidia Skoblikova (URS)    | Valentina Stenina (URS)                   | Eevi Huttunen (FIN)      |
| Innsbruck 1964                         | Lidia Skoblikova (URS)    | Pil Hwa Han (PRK) Valentina Stenina (URS) | –                        |
| Grenoble 1968                          | Johanna Schut (NED)       | Kaija Mustonen (FIN)                      | Christina Kaiser (NED)   |
| Sapporo 1972                           | Christina Kaiser (NED)    | Dianne Holum (USA)                        | Atje Deelstra (NED)      |
| Innsbruck 1976                         | Tatyana Averina (URS)     | Andrea Ehrig (RDA)                        | Lisbeth Korsmo (NOR)     |
| Lake Placid 1980                       | Bjørg Eva Jensen (NOR)    | Sabine Becker (RDA)                       | Beth Heiden (USA)        |
| Sarajevo 1984                          | Andrea Ehrig (RDA)        | Karin Kania (RDA)                         | Gabi Zange (RDA)         |
| Calgary 1988                           | Yvonne van Gennip (NED)   | Andrea Ehrig (RDA)                        | Gabi Zange (RDA)         |
| Albertville 1992                       | Gunda Niemann (GER)       | Heike Warnicke (GER)                      | Emese Hunyady (AUT)      |
| Lillehammer 1994                       | Svetlana Bazhanova (RUS)  | Emese Hunyady (AUT)                       | Claudia Pechstein (GER)  |
| Nagano 1998                            | Gunda Niemann (GER)       | Claudia Pechstein (GER)                   | Anni Friesinger (GER)    |
| Salt Lake City 2002                    | Claudia Pechstein (GER)   | Renate Groenewold (NED)                   | Cindy Klassen (CAN)      |
| Turin 2006                             | Ireen Wüst (NED)          | Renate Groenewold (NED)                   | Cindy Klassen (CAN)      |
| Vancouver 2010                         | Martina Sáblíková (CZE)   | Stephanie Beckert (GER)                   | Kristina Groves (CAN)    |
| Sotchi 2014 (Résultats détaillés)      | Ireen Wüst (NED)          | Martina Sáblíková (CZE)                   | Olga Graf (RUS)          |
| Pyeongchang 2018 (Résultats détaillés) | Carlijn Achtereekte (NED) | Ireen Wüst (NED)                          | Antoinette de Jong (NED) |
| Pékin 2022 (Résultats détaillés)       | Irene Schouten (NED)      | Francesca Lollobrigida (ITA)              | Isabelle Weidemann (CAN) |

### 5 000 mètres
| Édition                                | Or                      | Argent                   | Bronze                    |
| Calgary 1988                           | Yvonne van Gennip (NED) | Andrea Ehrig (RDA)       | Gabi Zange (RDA)          |
| Albertville 1992                       | Gunda Niemann (GER)     | Heike Warnicke (GER)     | Claudia Pechstein (GER)   |
| Lillehammer 1994                       | Claudia Pechstein (GER) | Gunda Niemann (GER)      | Hiromi Yamamoto (JPN)     |
| Nagano 1998                            | Claudia Pechstein (GER) | Gunda Niemann (GER)      | Lyudmila Prokasheva (KAZ) |
| Salt Lake City 2002                    | Claudia Pechstein (GER) | Gretha Smit (NED)        | Clara Hughes (CAN)        |
| Turin 2006                             | Clara Hughes (CAN)      | Claudia Pechstein (GER)  | Cindy Klassen (CAN)       |
| Vancouver 2010                         | Martina Sáblíková (CZE) | Stephanie Beckert (GER)  | Clara Hughes (CAN)        |
| Sotchi 2014 (Résultats détaillés)      | Martina Sáblíková (CZE) | Ireen Wüst (NED)         | Carien Kleibeuker (NED)   |
| Pyeongchang 2018 (Résultats détaillés) | Esmee Visser (NED)      | Martina Sáblíková (CZE)  | Natalya Voronina (OAR)    |
| Pékin 2022 (Résultats détaillés)       | Irene Schouten (NED)    | Isabelle Weidemann (CAN) | Martina Sáblíková (CZE)   |

### Mass start
| Édition                                | Or                   | Argent               | Bronze                       |
| Pyeongchang 2018 (Résultats détaillés) | Nana Takagi (JPN)    | Kim Bo-reum (KOR)    | Irene Schouten (NED)         |
| Pékin 2022 (Résultats détaillés)       | Irene Schouten (NED) | Ivanie Blondin (CAN) | Francesca Lollobrigida (ITA) |

### Poursuite par équipes
| Édition                                | Or                                                                                     | Argent                                                                                | Bronze                                                                  |
| Turin 2006                             | Allemagne Daniela Anschütz-Thoms Anni Friesinger Claudia Pechstein                     | Canada Kristina Groves Clara Hughes Christine Nesbitt                                 | Russie Yekaterina Abramova Ekaterina Lobycheva Svetlana Vysokova        |
| Vancouver 2010                         | Allemagne Daniela Anschütz-Thoms Stephanie Beckert Anni Friesinger Katrin Mattscherodt | Japon Masako Hozumi Nao Kodaira Maki Tabata                                           | Pologne Katarzyna Bachleda-Curus Katarzyna Wozniak Luiza Zlotkowska     |
| Sotchi 2014 (Résultats détaillés)      | Pays-Bas Lotte van Beek Marrit Leenstra Jorien ter Mors Ireen Wüst                     | Pologne Katarzyna Bachleda-Curuś Natalia Czerwonka Katarzyna Woźniak Luiza Złotkowska | Russie Olga Graf Ekaterina Lobycheva Yekaterina Shikhova Yuliya Skokova |
| PyeongChang 2018 (Résultats détaillés) | Japon Ayano Sato Miho Takagi Nana Takagi                                               | Pays-Bas Antoinette de Jong Marrit Leenstra Ireen Wüst                                | États-Unis Heather Bergsma Brittany Bowe Mia Manganello                 |
| Pékin 2022 (Résultats détaillés)       | Canada Ivanie Blondin Valérie Maltais Isabelle Weidemann                               | Japon Ayano Sato Miho Takagi Nana Takagi                                              | Pays-Bas Marijke Groenewoud Irene Schouten Ireen Wüst                   |

## Athlètes les plus médaillés 1924-2018

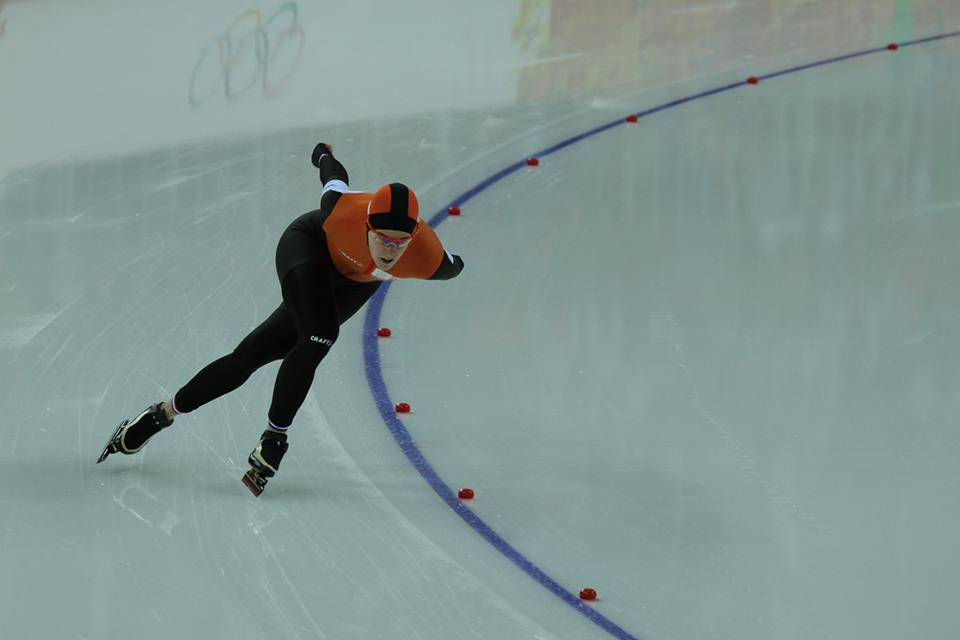
Ireen Wüst est depuis 2018 la plus médaillée des patineurs et patineuses de vitesse aux Jeux d'hiver

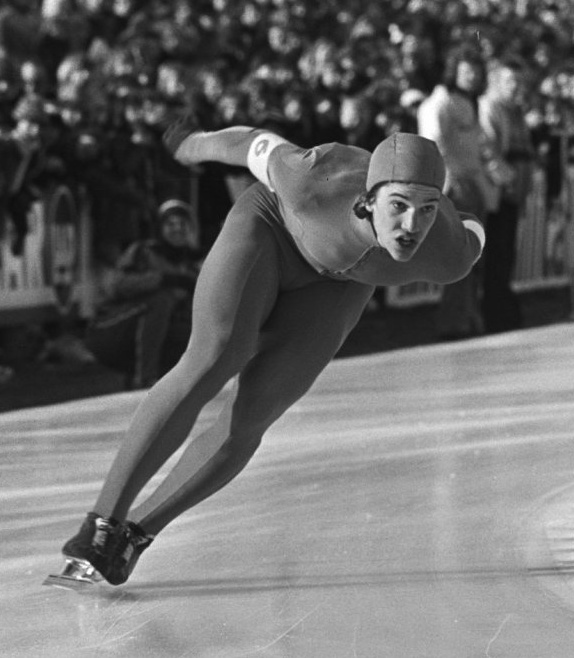
Eric Heiden a réussi à Lake Placid en 1980 l'exploit de gagner tous les titres masculins mis en jeu en patinage de vitesse, soit cinq médailles d'or

| Athlète                | Pays               | Editions  | Or | Argent | Bronze | Total |
| ---------------------- | ------------------ | --------- | -- | ------ | ------ | ----- |
| Ireen Wüst             | Pays-Bas           | 2006–2018 | 5  | 5      | 1      | 11    |
| Claudia Pechstein      | Allemagne          | 1992–2018 | 5  | 2      | 2      | 9     |
| Sven Kramer            | Pays-Bas           | 2006–2018 | 4  | 2      | 3      | 9     |
| Karin Enke             | Allemagne de l'Est | 1980–1988 | 3  | 4      | 1      | 8     |
| Gunda Niemann          | Allemagne          | 1988–1998 | 3  | 4      | 1      | 8     |
| Clas Thunberg          | Finlande           | 1924–1928 | 5  | 1      | 1      | 7     |
| Ivar Ballangrud        | Norvège            | 1928–1936 | 4  | 2      | 1      | 7     |
| Andrea Schöne          | Allemagne de l'Est | 1976–1988 | 1  | 5      | 1      | 7     |
| Lidiya Skoblikova      | Union soviétique   | 1960–1968 | 6  | 0      | 0      | 6     |
| Bonnie Blair           | États-Unis         | 1984–1994 | 5  | 0      | 1      | 6     |
| Martina Sáblíková      | Tchéquie           | 2006–2018 | 3  | 2      | 1      | 6     |
| Cindy Klassen          | Canada             | 2002–2006 | 1  | 2      | 3      | 6     |
| Rintje Ritsma          | Pays-Bas           | 1992–2006 | 0  | 2      | 4      | 6     |
| Roald Larsen           | Norvège            | 1924–1928 | 0  | 2      | 4      | 6     |
| Eric Heiden            | États-Unis         | 1976–1980 | 5  | 0      | 0      | 5     |
| Johann Olav Koss       | Norvège            | 1992–1994 | 4  | 1      | 0      | 5     |
| Yevgeny Grishin        | Union soviétique   | 1956–1968 | 4  | 1      | 0      | 5     |
| Anni Friesinger-Postma | Allemagne          | 1998–2010 | 3  | 0      | 2      | 5     |
| Lee Seung-Hoon         | Corée du Sud       | 2010–2018 | 2  | 3      | 0      | 5     |
| Knut Johannesen        | Norvège            | 1956–1964 | 2  | 2      | 1      | 5     |
| Chad Hedrick           | États-Unis         | 2006–2010 | 1  | 2      | 2      | 5     |